# Nannamoria amicula
Nannamoria amicula is een slakkensoort uit de familie van de Volutidae. De wetenschappelijke naam van de soort is voor het eerst geldig gepubliceerd in 1929 door Tom Iredale.